# Памятник Лешеку Белому

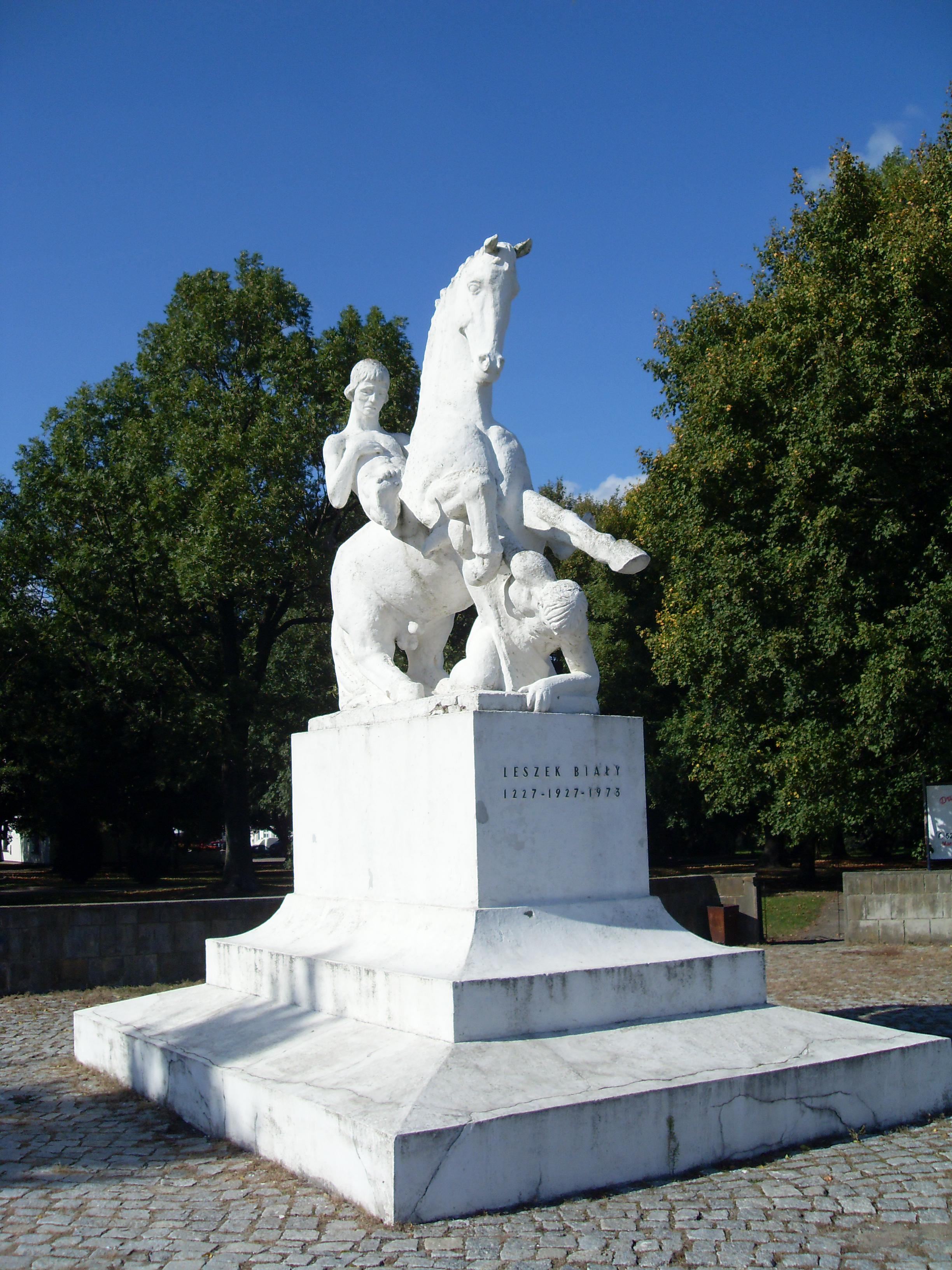
Памятник Лешеку Белому в Марцинково-Горне

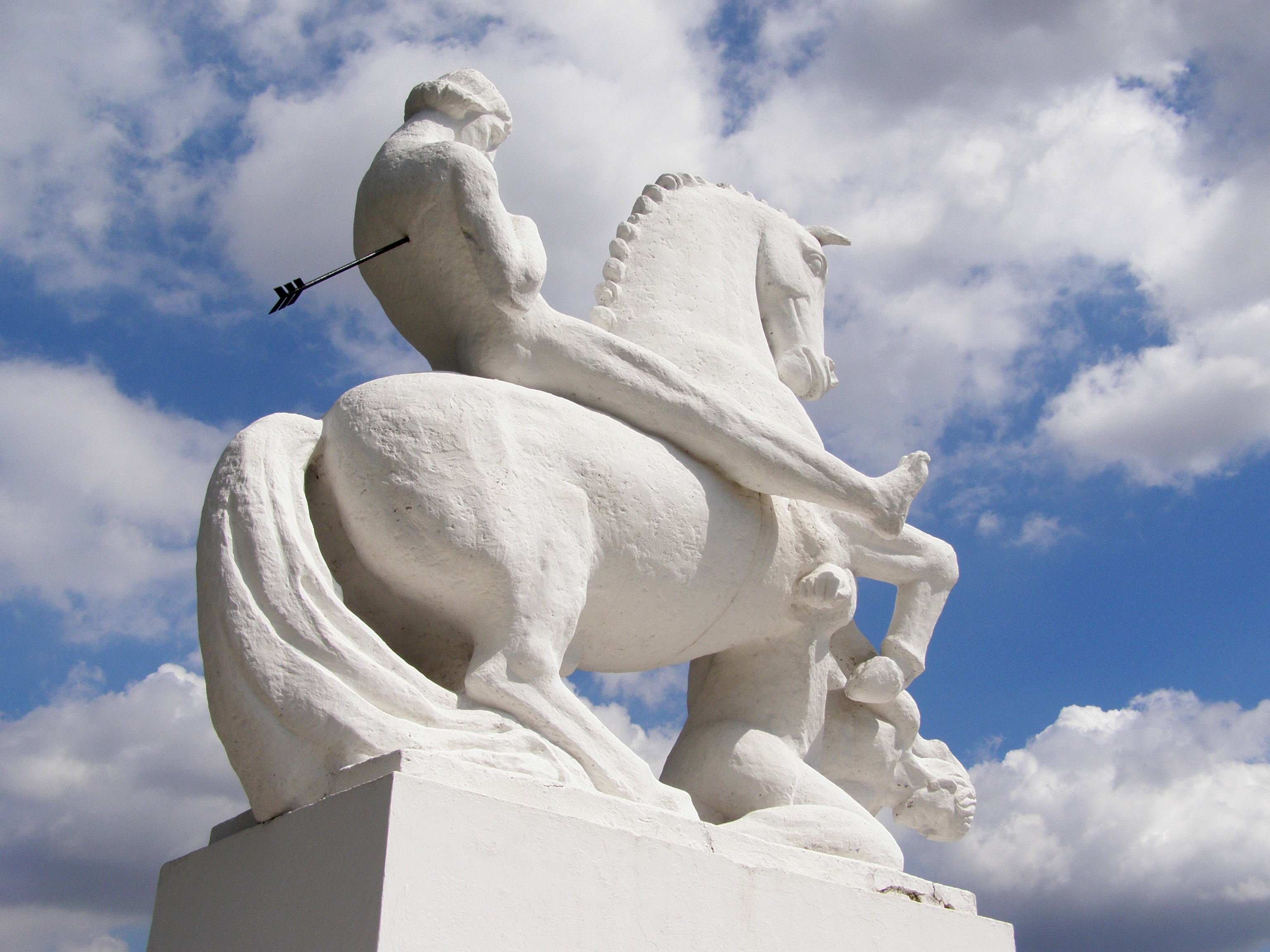
Памятник Лешеку Белому в Марцинково-Горне

Памятник Лешеку Белому (пол. Pomnik Leszka Białego ) — конная статуя, установленный в Марцинково-Гурне Жнинского повята, Куявско-Поморского воеводства, на севере центральной Польши на предполагаемом месте смерти в 1227 году князя Польши Лешека Белого.
Расположен у местной дороги, примерно в 2 км к югу от Гонсавы. История гласит, что убийство произошло во время съезда польских князей, на котором они должны были обсудить ситуацию в Великой Польше, о прусской границе, об усилении польской власти над Гданьской Померанией. Обеспокоенный этим Святополк II Померанский, вероятно, в согласии с его союзником Владиславом Одоничем, напал на собравшихся. В это время Лешек, ни о чем не подозревая, принимал ванну в бане. Увидев происходящее, он вскочил голым на свою лошадь и попытался убежать. Однако нападавшие настигли его и убили, послав стрелу в спину.
Лешек Белый изображён обнаженным на коне со стрелой, воткнутой в спину, под ногами вздыбленного коня, лежит поверженный враг. Бетонная статуя выкрашена в белый цвет.

## История

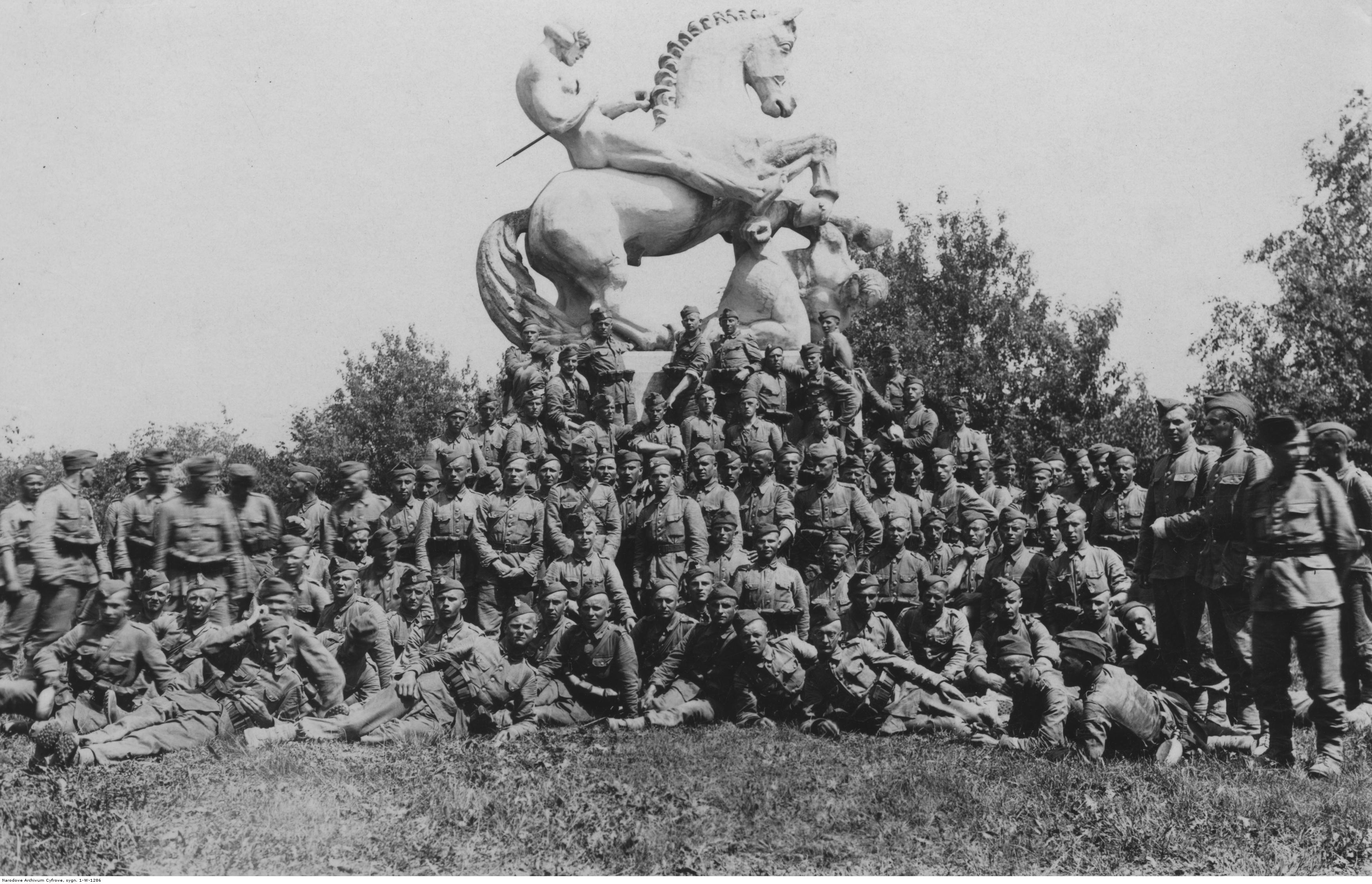
Польские жолнежи на фоне памятника. 1937 г.

В середине XIX века на поле между Гонсавой и Марцинкув-Гурным, где погиб князь, был установлен железный крест, который демонтировали немцы. В 1927 году, в 700-ю годовщину смерти Лешека Белого, скульптор Якуб Ющик воздвиг памятник. Этот памятник был разрушен во время Второй мировой войны. Перестроенный в 1973 году, нынешний памятник является копией первоначального. Копия разрушенного памятника изготовлена скульптором Рудольфом Рогатти.